# François de Chabannes de Rhodes
François de Chabannes de Rhodes, né vers 1706 et mort à Bagneux, près de Paris, le 11 juin 1776,, est un ecclésiastique, curé de la paroisse église Saint-Hermeland de Bagneux.

## Biographie
Docteur de Sorbonne, chanoine, curé de Bagneux, il serait celui qui aurait fait construire le premier presbytère, à gauche du porche de l'église connu aujourd'hui sous le nom de Maison Masséna sur ses propres deniers. Selon Joseph Delort d'après des renseignements qu'il a recueillis auprès des vieillards du lieu, il n'aurait qu'agrandi cette bâtisse au dire du sieur Derancy qui était enfant de chœur en 1776. Ce curé a laissé des traces dans les Archives nationales de France du fait  de son badinage avec deux filles le 14 janvier 1757, il a alors 51 ans.
Il fut remplacé en 1776 par Gabriel Floret, qui était son neveu.
Monsieur Derancy qui est chantre en 1821, se souvient que le chanoine François de Chabannes de Rhodes est mort en 1782, que son corps fut exposé pendant 8 jours à l'intérieur de l'église, et que les habitants des villages alentour vinrent se recueillir sur sa dépouille, priant pour le repos de son âme. L'auteur nous dit encore que le souvenir de ses bienfaits fit verser beaucoup de larmes à ces bons villageois. Il fut inhumé dans le chœur et ses cendres furent couvertes d'une dalle de marbre noir dont les caractères grecs sont presque effacés en ce début de XIXe siècle.